# Amara ferruginea
Amara ferruginea är en skalbaggsart som beskrevs av Thomas Casey. Amara ferruginea ingår i släktet Amara och familjen jordlöpare. Inga underarter finns listade i Catalogue of Life.